# Mušići
Mušići es un pueblo ubicado en la municipalidad de Kosjerić, en el distrito de Zlatibor, Serbia.

## Superficie
Posee una superficie de 9,257 kilómetros cuadrados.

## Demografía
Hasta 2011 la población era de 305 habitantes, con una densidad de población de 32,95 habitantes por kilómetro cuadrado.